# Egmundella modesta
Egmundella modesta är en nässeldjursart som beskrevs av Wilfrid Arthur Millard och Bouillon 1975. Egmundella modesta ingår i släktet Egmundella och familjen Campanulinidae. Inga underarter finns listade i Catalogue of Life.